# Dromogomphus spoliatus
Dromogomphus spoliatus – gatunek ważki z rodziny gadziogłówkowatych (Gomphidae). Występuje na terenie Ameryki Północnej.